# Luis Vélez de Guevara

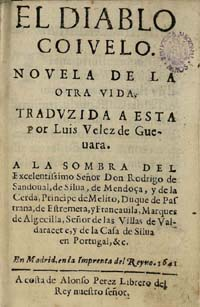

Luís Vélez de Guevara, né en 1579 à Ecija et mort le 10 novembre 1644 à Madrid, est un auteur dramatique et romancier du Siècle d'or espagnol.

## Biographie
Il occupe plusieurs fonctions, littéraires mais aussi juridiques, à la cour de Madrid : il est ainsi successivement avocat, puis conseiller littéraire du roi Philippe IV et enfin huissier de la chambre du roi à sa mort.

## Œuvre
L’un des écrivains les plus populaires et les plus féconds de son temps, Vélez de Guevara a composé environ quatre cents comédies, dont il n’a été conservé qu’un petit nombre. Celles qui mettent bien en relief soit la littérature espagnole, soit le caractère propre de l’auteur, chez qui le gongorisme et le conceptisme n’excluent pas une imagination forte et une élévation véritable. Le sujet de celle qui a pour titre : Mas pesa el Rey que la sangre (le Roi a plus de poids que le sang), emprunté à la Crónica de Don Sancho el Bravo, est la défense héroïque de Tarifa contre les Maures par Alonso Ferez, chef de la famille des Guzman. La Luna de la sierra (la Lune de la montagne) met en scène la vengeance que tire un laboureur d’un noble qui a outragé sa femme. El Ollero de Ocaña (le Potier d’Ocaña) est une comédie d’intrigue, et Reinar despues de morir (Régner après la mort), un drame dont le sujet est l’émouvante histoire d’Inès de Castro.
Dans ses comédies religieuses, Vélez de Guevara n’hésite pas à employer l’amour profane. Los Très mayores portentos (les Trois plus grands prodiges) exposent, par exemple, la vie de saint Paul en le faisant amoureux de Madeleine. La Corte de Satanás (la Cour de Satan) est l’histoire de Jonas à la cour de Ninive sous les règnes de Ninus et de Sémiramis. La comédie intitulée el Pleito del diablo con el cura de Madridejos (le Procès du diable avec le curé de Madridejos), écrite en collaboration avec Rojas et Mira de Amescua, a pour sujet les aventures d’une jeune fille possédée et de ses exorcismes ; interdite et supprimée par l’Inquisition, seuls quelques exemplaires ont échappé à la destruction. Un recueil de pièces de Guevara a été publié sous le titre de Comedias famosas (Séville, 1740, in-4°).
Vélez de Guevara est surtout connu comme romancier grâce à sa fantaisie satirique ; el Diablo cojuelo, novela de la otra vida (Madrid, 1641, petit in-8°), que Lesage a popularisée par son propre Diable boiteux, qui est moins une imitation qu’une continuation du roman espagnol, dont le style est à la fois pur et plein de feu, élégant et plaisant, contient d’excellentes peintures de la vie des courtisans espagnols, de celle des pícaros ou mauvais sujets et des mœurs littéraires dans les grands centres de Castille et d’Andalousie. Il a été réimprimé plusieurs fois, à Paris, dans le texte original et traduit en français. Il fait partie du volume des Novelistas anteriores a Cervantes, collection Rivadeneyra.
Son fils Juan fut également écrivain dramaturge.